# Catedral de Tórshavn
La catedral de Tórshavn (en feroès Havnar Kirkja, o Dómkirkjan) és la catedral luterana de la ciutat de Tórshavn, capital de les Illes Fère. Situada a la península de Tinganes, al nucli antic de la ciutat, va ser construïda el 1788, cosa que la converteix en el segon temple més antic i encara en funcionament de l'arxipèlag després de l'església de Sant Olaf de Kirkjubøur.

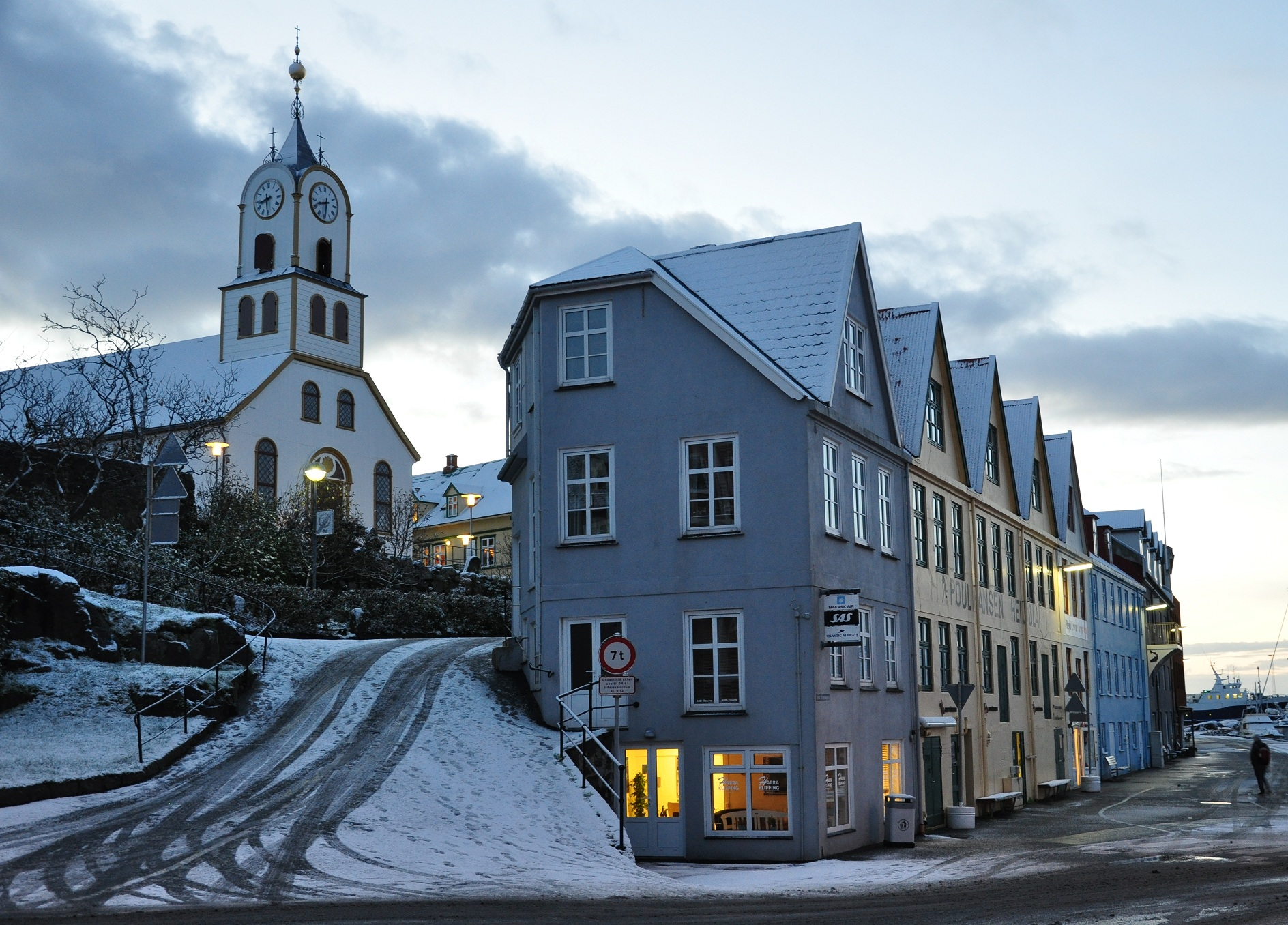
La catedral amb les cases del port de Tórshavn.

Com la majoria d'esglésies del país, pertany a l'església nacional evangèlico-luterana de les Illes Fèroe. Des dels anys 1990 és la seu de l'únic bisbe de les Fèroe, fet que li ha donat l'estatus de catedral.

## Història

### Primeres esglésies
És difícil l'estudi de les esglésies primerenques que hi va haver a Tórshavn. Sembla que al lloc no hi va haver mai cap església en el sentit estricte, potser com a molt hi existien "cases de pregàries". S'ha suggerit que hi hagués serveis religiosos a Munkastovan, a Tinganes. No va ser fins al 1609, però, que es va construir a Tinganes una primera església sobre un turó pedregós conegut amb el nom de "úti á Reyni"; això va ser quan el rei Cristià IV va ordenar el lloctinent a Bergenshus "que donés al poble feroès fusta per a la construcció de la seva església".

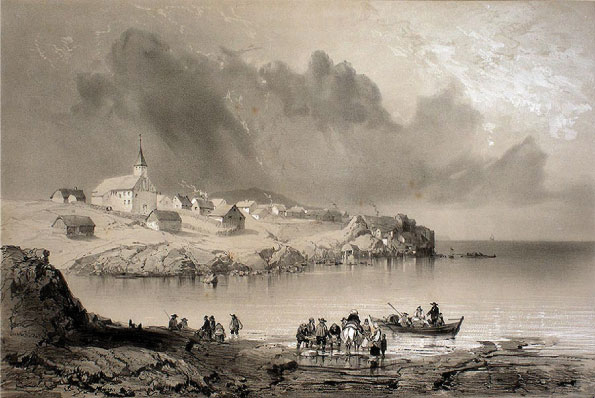
Tórshavn el 1839. S'hi pot veure l'aspecte de l'església abans de la remodelació de 1865.

El 1780 Rasmus Jørgen Winther va esdevenir sacerdot a Tórshavn i el 1782 va prendre la iniciativa de construir una nova església. Johannes Poulsen, mestre fuster de Tórshavn, va ser la persona triada per a la construcció del nou temple, la qual va finalitzar el 1798.
Caldrà esperar fins aquell any perquè l'església de Cristià IV fos enderrocada, i ho serà després de la consagració de la nova església. La seva fusta va ser venuda en una subhasta. Una part del mobiliari va ser traslladat a la nova església. El 1788 la població de Torshavn comptava amb aproximadament 600 habitants, i el 1865 havia pujat fins a les 900 persones.

### L'església actual
El temple actual és el resultat de successives remodelacions efectuades a aquesta construcció de finals del segle xviii. La reconstrucció del 1865 va canviar completament l'aspecte primari de l'església malgrat només afectés marginalment les parts estructurals de l'església del 1788. El 1935 el cor es va ampliar quatre metres i es va construir una nova sagristia. El cor també es va ampliar amb una oficina i altres sales secundàries el 1968. La nau conté 44 bancs i la galeria 14.

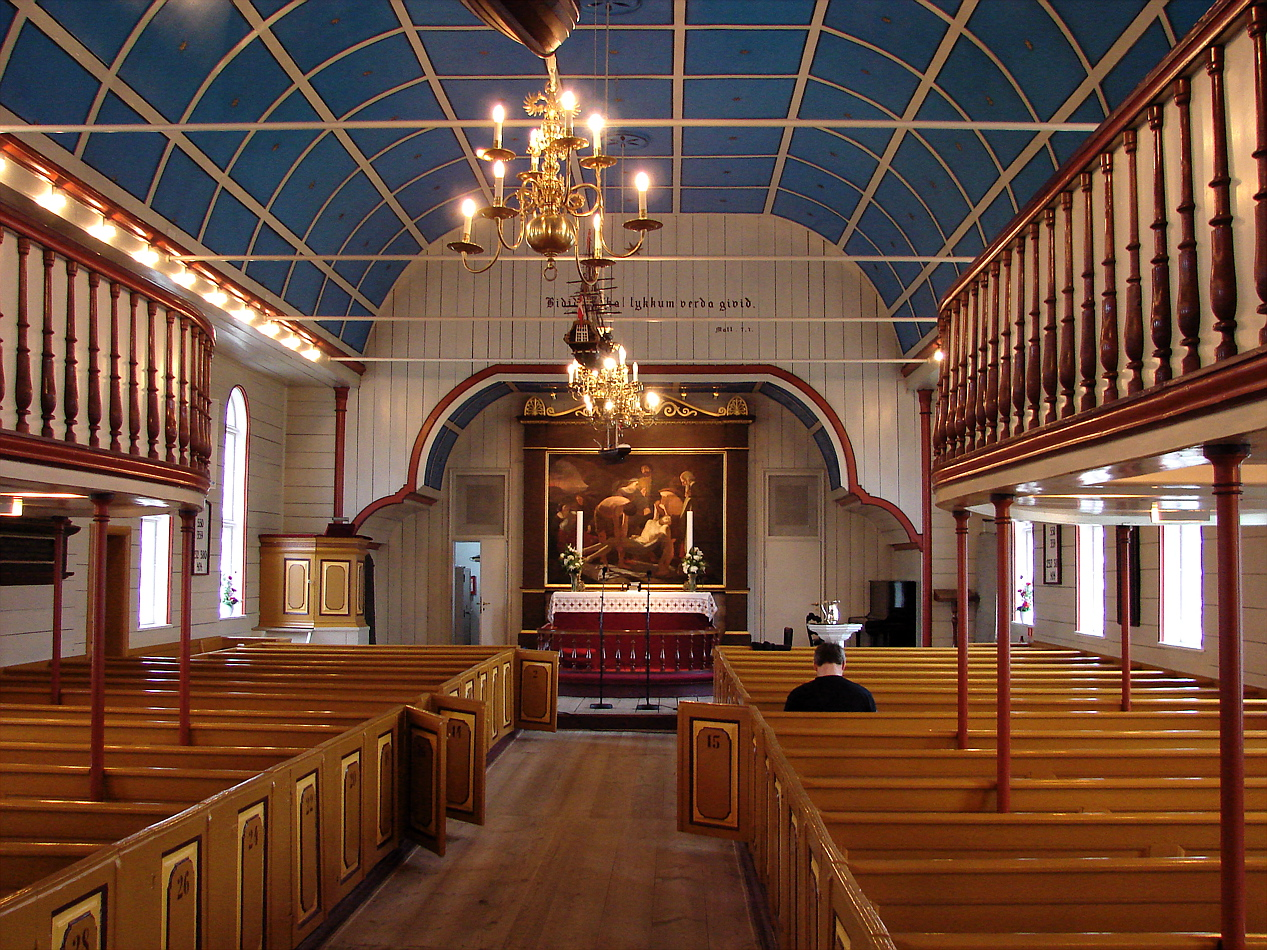
Interior del temple.

Actualment l'església conserva en conjunt l'estructura del 1865.

## Descripció
La catedral de Tórshavn és un senzill temple de fusta amb sostre a dues aigües orientada d'est a oest. La seva distribució consisteix d'un petit vestíbul, una sola nau, cor i sagristia.
La façana occidental està mancada essencialment de decoració; aquí hi té una sola porta amb una finestra a cada costat i dos més a la part superior. Sobre la façana occidental s'ubica l'única torre campanar, de dos cossos, amb un rellotge en cada un dels seus quatre costats i rematada amb una cuculla piramidal.
A l'interior, els murs són blancs, amb finestres laterals. La volta és semicilíndrica, de color blau amb estrelles pintades. En el límit de la nau amb el presbiteri, hi ha un senzill púlpit de fusta, a l'esquerra, i a la dreta la pica baptismal de marbre. Hi ha una galeria on hi ha l'òrgan, la qual s'estén parcialment pels costats de la nau, per sobre dels bancs del pis d'abaix.

## Obres d'art

### Retaule
El retaule de 1647 està encaixat a la paret nord de la nau, amb un quadre de l'últim sopar i les paraules de la institució. La inscripció diu: Gud Allermechtigste Hans Hellige Ord och Sacramenter Till Ere och denne Steed til Zirat haffuer Hans Sevrensen fordum Kiøbmand her paa Ferøe foraerit denne Altertaffle to Torßhaffns Kiercke 1647 (Per a la glòria de Déu Totpoderós, les paraules i els sagraments i per a adornar aquest lloc, Hans Sevrensen, antic comerciant de les Fèroe, va atorgar aquest retaule a l'Església de Torshavn el 1647). Es tracta d'una obra bastant senzilla del renaixement tardà, amb una secció central flanquejada per pilastres degenerades, una secció de pedestal i una petita secció superior.

### Pintura de l'Últim Sopar
La pintura de la secció central, l'Últim Sopar, pertany al gran grup de pintures daneses del segle xvii derivades de la pintura de l'Últim Sopar de Peter Candid –el pintor de la Cort a Guillem V– per a la casa franciscana de Múnic i popularitzada. a través d'impressions fetes per Sandeler. La pintura va ser restaurada el 1961 per Ernst i Holmer Trier i pel pintor local Fraser Eysturoy. La pintura fa 100 x 100 cm.

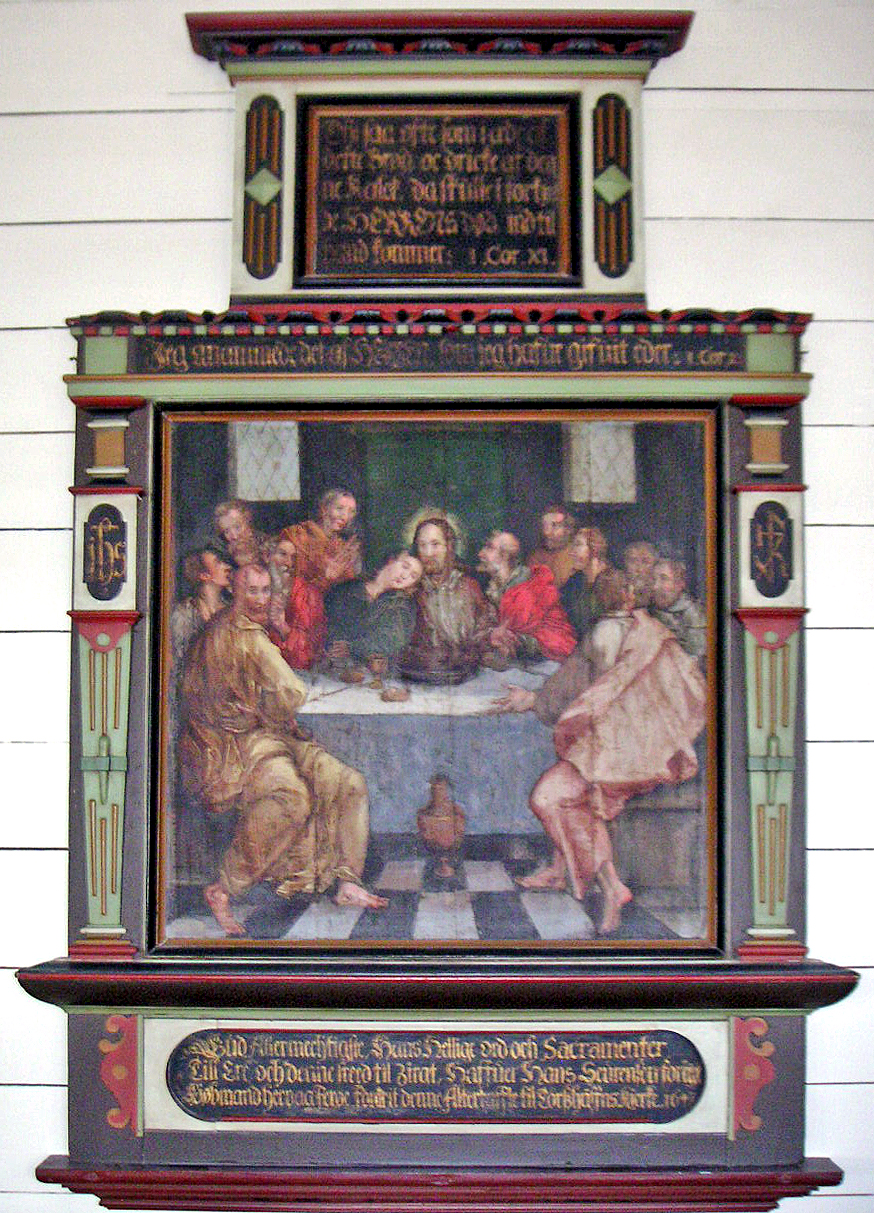
Pintura de l'Últim Sopar.

## La campana de "Norske Löve"
Es diu que la campana va ser adquirida el 1708. És originària del vaixell Norske Löve (El lleó noruec), que va naufragar a Lambavík la nit de Cap d'Any del 1707.
La campana està decorada amb palmetes i porta la inscripció Danscke Ostindische Compagnies Scheb Nordische Löwe (vaixell de la Companyia Danesa de l'Índia Oriental "Nordische Löwe", 1704) i el monograma coronat de la Companyia. Fa 30 cm d'alçada i el diàmetre de la vora exterior és de 41,5 cm.